# Maya Werner
Maya Werner (26 de abril de 2005) es una deportista alemana que compite en natación, especialista en el estilo libre. Ganó una medalla de plata en el Campeonato Europeo de Natación de 2024, en la prueba de 4 × 100 m estilos mixto.

## Palmarés internacional
| Campeonato Europeo | Campeonato Europeo | Campeonato Europeo | Campeonato Europeo      |
| Año                | Lugar              | Medalla            | Prueba                  |
| ------------------ | ------------------ | ------------------ | ----------------------- |
| 2024               | Belgrado (Serbia)  | Medalla de plata   | 4 × 100 m estilos mixto |